# Дахан Бейда
Бейда Дахан (англ. Beida Dahane, нар. 31 грудня 1991) — мавританський футбольний арбітр.

## Кар'єра
Працював на таких міжнародних змаганнях :
- Юнацький кубок африканських націй 2019 (1 матчі, включаючи фінал)
- Кубок африканських націй 2021
- Кубок африканських націй 2023